# Biertan
Biertan (en allemand Birthälm, en hongrois Berethalom) est une commune du județ de Sibiu, en Transylvanie, Roumanie.

## Géographie
La commune de Biertan est située au nord du județ de Sibiu. Elle se trouve à 80 km au nord-est de Sibiu, à 15 km à vol d'oiseau à l'est de Mediaș ou à 34 kilomètres par la chaussée  et à 18 kilomètres de la route Nationale (roumaine) DN14, vers le sud-est. Sa population compte environ 3 000 habitants (en 2002).
Sur le territoire de la commune se trouve une église gothique fortifiée répertoriée au patrimoine mondial de l'UNESCO.

## Histoire
Non loin de Biertan, à quelque 5 kilomètres, dans une forêt, on a découvert, en 1775, un objet votif (datant du IVe siècle), connu sous le nom de ex-voto de Biertan, en roumain Donariumul de la Biertan. Cet ex-voto constitue une des preuves de la continuité  de présence des Roumains en Transylvanie et de l'existence d'une population de langue latine en Transylvanie, après la retraite de l'administration romaine de la Dacie, décidée par l'empereur Aurélien (275).
Biertan faisait partie des premières implantations allemandes de Transylvanie qui étaient englobées dans les Deux Chaises (Mediaș et Șeica), conformément au Diplôme "Andreaneum", de 1224. Mais la première attestation écrite date de 1283, dans un document où nous rencontrons aussi le nom des localités de Mediaș et Moșna. Les trois localités se trouvaient en compétition pour obtenir le centre administratif des Deux Chaises. C'est pour cela que chacune des trois localités cherchait à agrandir son renom, par une construction sacrée plus imposante et plus ornementale. 

En 1397, à Biertan était attesté un château fort. Comme tout habitat saxon (allemand), Biertan avait une organisation urbaine, où les maisons étaient construites autour d’une place centrale, au-dessus de laquelle dominait l’imposante église fortifiée. L’impressionnant monument de culte chrétien réunissait harmonieusement le style gothique au style de la Renaissance. L’église était défendue par trois murailles d’enceinte avec des tours et des bastions médiévaux. La première enceinte du château date du XIIe siècle, époque où a été probablement construite la première église (Sainte-Marie). L’église actuelle a été édifiée en 1487 – 1524, en style gothique tardif.

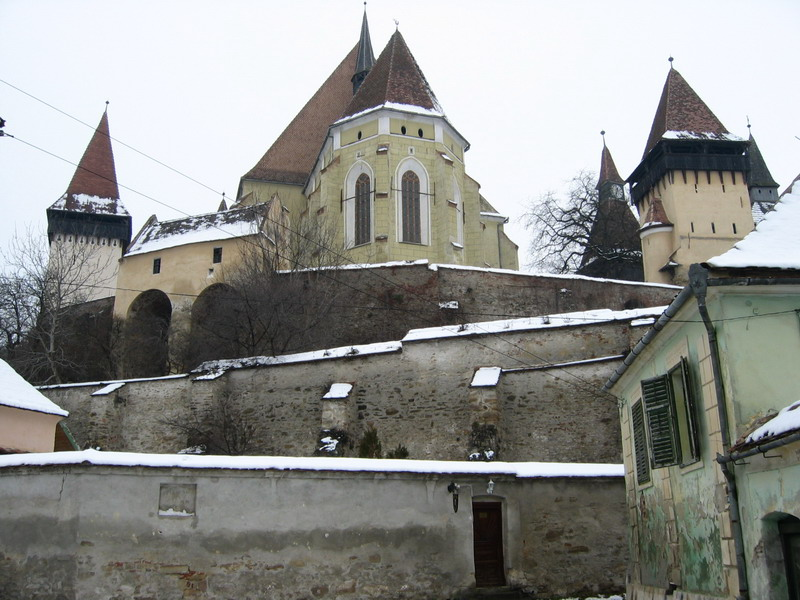
L'église fortifiée de Biertan. On distingue les trois rangées de murailles.

Pendant quelque 300 ans, entre 1572 et 1867, Biertan a été le siège de l’épiscopat saxon (allemand), fait qui a favorisé la construction d’un des plus forts châteaux paysans de Transylvanie, autour de l’église fortifiée. C’est en 1572 que le prêtre Lucas Unglerus (de Biertan) a été élu intendant suprême de la communauté évangélique de Transylvanie. La localité de Biertan a conquis, en importance spirituelle – religieuse ce qu’elle avait perdu, sur le plan administratif, en faveur de Mediaș. En 1702, le château bien qu’il fût très fort, a été conquis, par surprise, par les révoltés anti-Habsbourgs. Pendant l’occupation de ces révoltés, on a volé des vases précieux de culte, des documents inestimables, on a violé des cryptes (des tombes) des évêques, à la recherche des trésors.
Après la Seconde Guerre mondiale, beaucoup de Saxons de Transylvanie, de Biertan aussi, ont pris le chemin des déportations en Sibérie ou dans le nord russe, à Vorkouta, par exemple, pour cinq ans ou plus. 
Après la chute du communisme, un grand nombre de Saxons ont quitté Biertan pour s’établir en Allemagne ou ailleurs. En 1977, par exemple, à Biertan, il y avait 1 613 Saxons, et en 1992, à Biertan il y avait, à peine, 280 habitants saxons.

## Démographie
Lors du recensement de 2011, 71,58 % de la population se déclarent roumains, 3,51 % comme hongrois, 17,37 % comme roms et 4,32 % comme allemands (3,2 % ne déclarent pas d'appartenance ethnique).

## Politique
| Parti | Parti                        | Sièges |
| ----- | ---------------------------- | ------ |
|       | Parti national libéral (PNL) | 7      |
|       | Parti social-démocrate (PSD) | 6      |

## Architecture

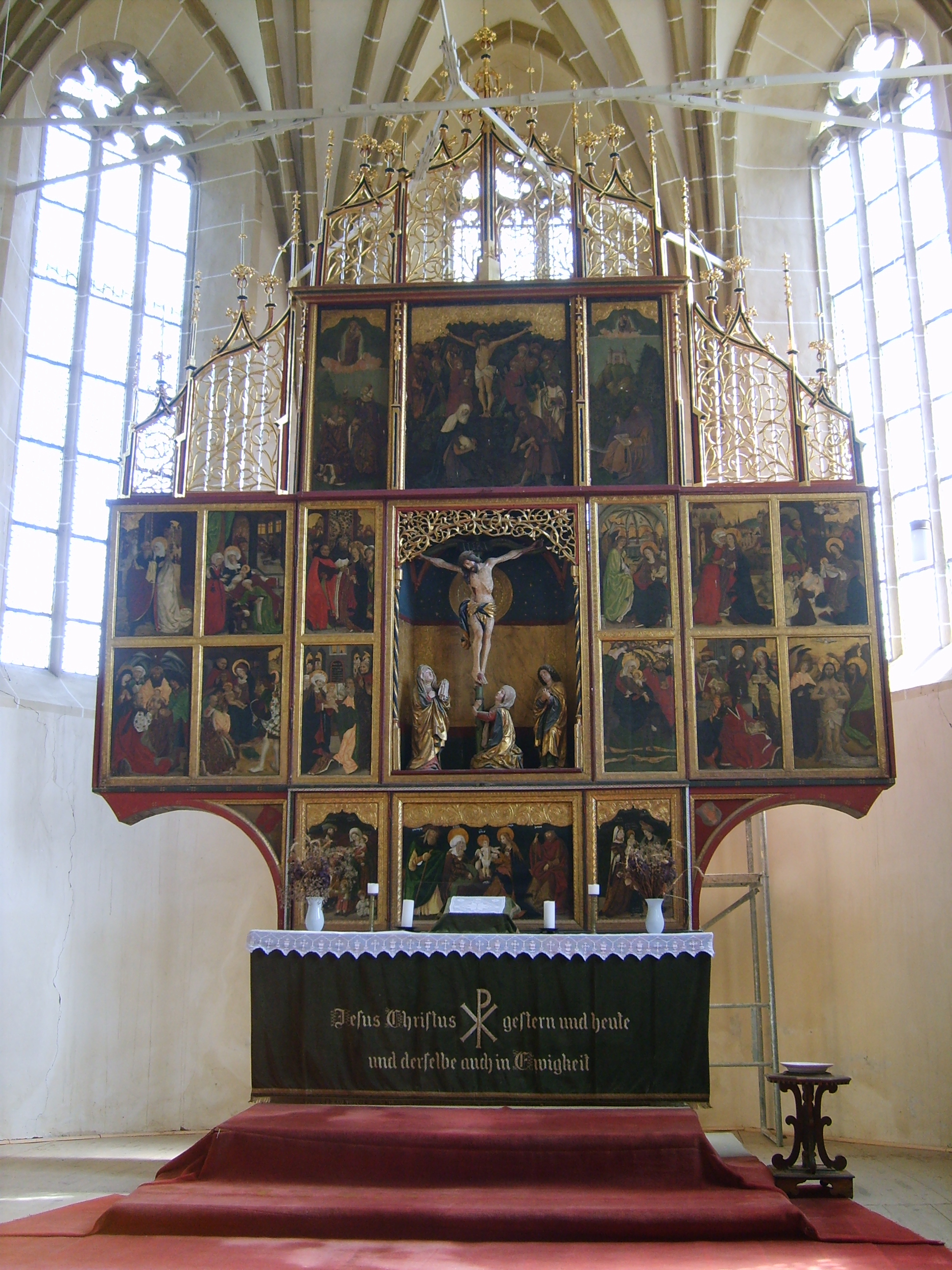
L'autel de l'église fortifiée de Biertan

Le complexe architectural médiéval est formé par l’église et la ceinture de fortifications. Il se trouve au centre de la localité, sur une colline. 
L’église est de type halle et elle occupe la partie centrale du complexe. Elle a été construite entre 1490 et 1520, en style gothique tardif. Elle est la dernière église transylvaine érigée dans ce style. L’église, une construction monumentale de grandes dimensions, a trois halles de hauteurs égales. L’entrée peut être faite par les trois portes : d’ouest, de nord et de sud. Les maîtres de Vienne et de Nuremberg sont les parents spirituels de ceux qui ont réalisé, entre 1483 et 1513, le splendide autel de l’église de l’époque. C’est le plus grand autel du pays, avec ses 28 panneaux peints. L’ambon, sculpté en pierre, qui date de 1500, bien qu’il soit l’œuvre du maître Ulrich de Brașov, il traite une forte influence sud-allemande.
Les stalles du chœur de l’église ont été décrites par l’historien d’art George Oprescu (1881 - 1969) : « Le mobilier est d’espèce rare et très valeureux. Les stalles du chœur, du début du XIVe siècle, sont décorées avec des bandes d’ornements gothiques… C’est la décoration que nous trouvons sur les meubles de ce genre de l’Allemagne et de la Suisse, au rien inférieures à celles-ci, que nous pouvons dire qu’à Biertan on trouve des stalles, travaillées chez nous, par des ébénistes transylvains, qui pourraient figurer dans n’importe quel grand musée d’art appliqué ». 
La porte de la sacristie est fameuse, elle aussi, par son système très compliqué de 19 serrures, réalisée par les maîtres locaux, en 1515 et qui a déclenché un intérêt exceptionnel, étant primée à l’Exposition Mondiale de Paris de 1900 et qui constitue un exemple représentatif de la manufacture saxonne médiévale. Le système original de fermeture fonctionne aussi bien de nos jours et il est démontré aux touristes.
Les fortifications qui entourent l’église sont considérées comme les plus fortes de la Transylvanie, dans un château fort paysan. Ces fortifications ont trois rangées de murailles, 6 tours et 3 bastions construits en plusieurs étapes, depuis le XIVe siècle. Dans la partie supérieure, il y a un couloir de défense, l’horloge et les cloches. La tour « mausolée » est située au nord-est et elle a, au rez-de-chaussée, un mausolée qui abrite, depuis 1913, les tombes des prélats de cette église.  
Les pierres tombales, de vrais chefs-d’œuvre, ont été réalisées par Nicolaus Elias de Sibiu.

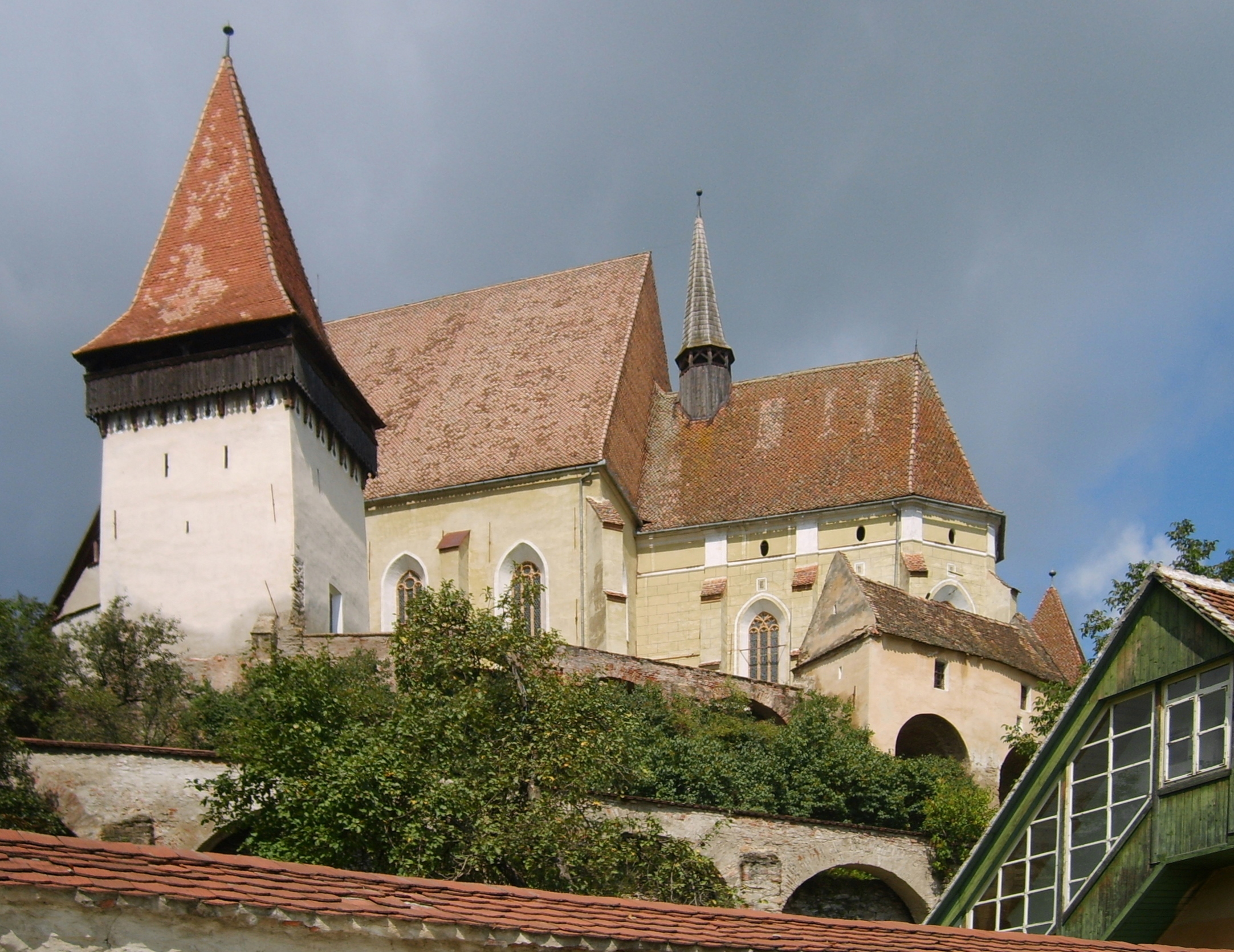
La tour des catholiques et les trois rangées de murailles de défense

La tour des catholiques, située sur le côté méridional, a constitué la chapelle destinée aux catholiques d’après la Reforme religieuse de Luther (1483 - 1546) qui a été répandue, en Transylvanie, par Johannes Honterus (1498 - 1549), de Brașov. 
Au bastion de l’est, jadis il y avait un cachot, où, les époux querellés étaient enfermés, pour deux semaines. On ne leur donnait qu’un seul couvert et un seul lit pour le temps de leur séjour (réclusion). D’habitude, ils sortaient réconciliés, sans faire appel à la justice. Les divorces étaient très rares, à Biertan. 
Dans la partie de sud-est on trouvait la Tour des Lards (les villageois de Biertan y gardaient les lards, pendant l’année).  
Au XVIe siècle, on a construit la troisième ceinture de murailles sur les côtés d’est, d’ouest et de sud du château. 
La tour de la prison était située dans la partie nord-ouest, mais en 1840, elle a été démolie, et on y a construit une école. Dans la troisième ceinture de murailles, on a construit la Tour de porte, sur le côté méridional et la Tour des tisseurs, dans la partie de l’ouest.   
L’accès à l’intérieur, vers l’église, se fait par un escalier avec toiture, long de 100 mètres, qui part de la place centrale du village, à côté de la Tour de la garde. À l’autre bout de l’escalier, il y a une grosse pierre, sur laquelle, le dimanche, on mettait les personnes qui s'étaient mal conduites pendant la semaine, afin qu’elles soient vues par la communauté tout entière. C’était un moyen, paraît-il efficace, de punition et d’éducation, afin de les intégrer dans la communauté de l’habitat. 
Actuellement, cette localité saxonne est connue, dans le monde entier, pour son église fortifiée. En 1993, elle a été incluse dans la liste des monuments du patrimoine mondial UNESCO.
L’église – château de Biertan, Sainte-Marie, a été restaurée par des donations des Biertanois dispersés en Europe, aux États-Unis d’Amérique, en Australie.

## Personnalités
- Artur Phleps (1881 – 1944), officier de carrière devenu général SS responsable de massacres de civils en Yougoslavie
- Sara Römischer (1919 - 2006), écrivain, déportée en Sibérie en janvier 1945, durant cinq années (1945-1950).